# Temi Otedola
Temiloluwa Elizabeth Otedola es una actriz y bloguera nigeriana. Es más conocida por su actuación en la película de 2020 Citation.

## Biografía
Otedola nació el 20 de marzo de 1996 en Nigeria. Estudió Historia del Arte en University College London y la Universidad de Londres.

## Carrera profesional
Inició un blog de moda llamado JTO Fashion en diciembre de 2014. Debutó como actriz de Nollywood en 2020 en la película Citation de Kunle Afolayan. Su actuación le valió un premio en los Ghana Movie Awards en la categoría mejor actriz, y fue nominada como Revelación del año en los Best of Nollywood Awards 2020.

## Premios y nominaciones
| Año  | Premios                  | Categoría           | Película | Resultado | Ref.  |
| ---- | ------------------------ | ------------------- | -------- | --------- | ----- |
| 2020 | Best of Nollywood Awards | Revelación del año  |          | Nominada  | [ 7 ] |
| 2021 | Premios de Cine de Ghana | Mejor actriz        | Citation | Ganadora  | [ 6 ] |
| 2021 | NET Honours              | Persona más buscada |          | Nominada  | [ 8 ] |

## Vida personal
Es la hija menor del multimillonario nigeriano Femi Otedola y hermana menor de DJ Cuppy y Tolani. Está en una relación con el cantante nigeriano, Mr Eazi, con quien tiene un podcast llamado How Far con Mr. Eazi y Temi.